# جيك ميلر (لاعب كرة قاعدة أمريكي)
جيك ميلر (بالإنجليزية: Jake Miller)‏ هو لاعب كرة قاعدة أمريكي، ولد في 1 ديسمبر 1895 في بالتيمور في الولايات المتحدة، وتوفي في 24 أغسطس 1974 في توسون في الولايات المتحدة.

## وصلات خارجية
- جيك ميلر على موقعبيزبول رفرنس.كوم (الدوري الرئيسي) (الإنجليزية)